# Joseph Paxson Iddings

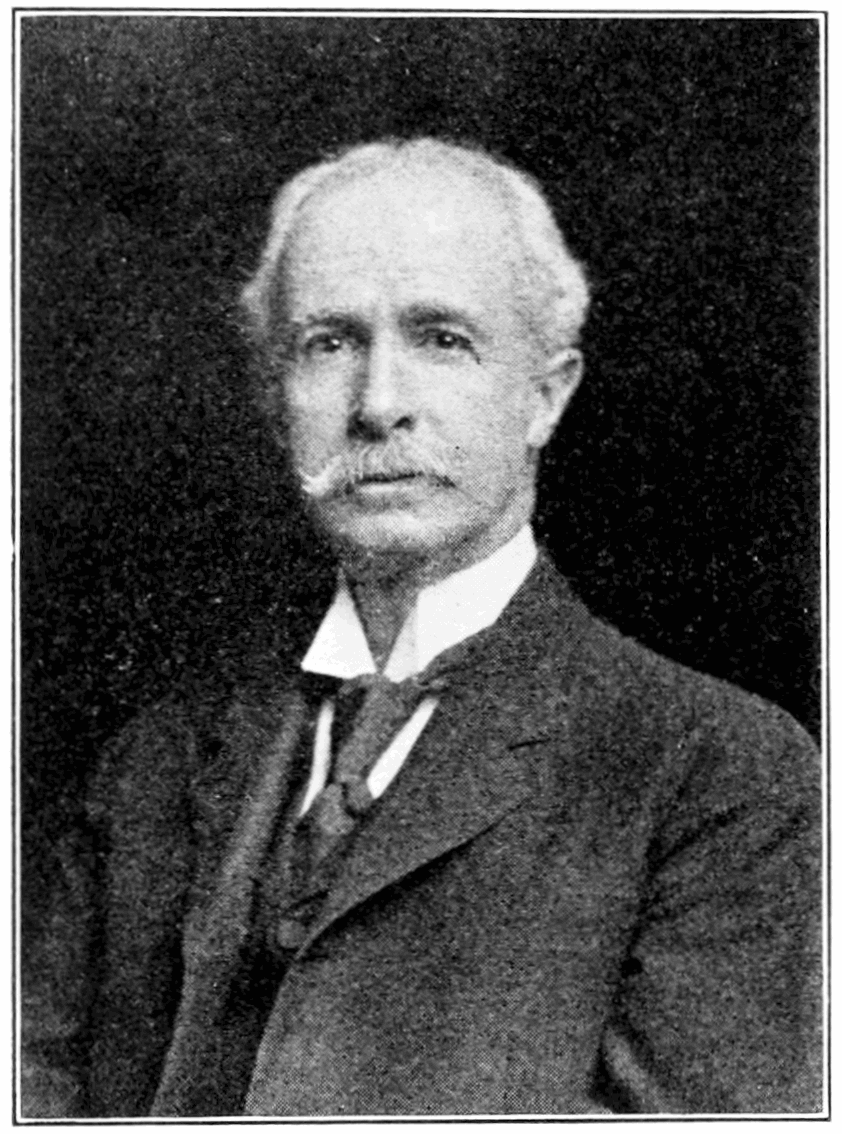
Joseph Paxson Iddings (1908)

Joseph Paxson Iddings (* 21. Januar 1857 in Baltimore, Maryland, Vereinigte Staaten; † 8. September 1920 in Brinklow, Maryland) war ein US-amerikanischer Geologe.

## Familiäres
Joseph Paxson Iddings war der zweite Sohn von William Penn Iddings (1822–1906), einem Großhändler aus Philadelphia. Seine Mutter Almira Gillet (1826–1896) stammte aus Baltimore. Er hatte einen Bruder, Charles Troy Iddings, und zwei Schwestern, Lola und Estelle. Sein Großvater Caleb Pierce Iddings (1778–1863) war Quaker, der 1855 den Familienbesitz in Brinklow hatte erbauen lassen. Der Vorname Paxson geht auf Joseph S. Paxson (1814–1889) zurück, den Ehemann seiner Tante Deborah J. Iddings (1815–1877).

## Leben und Werk
Iddings machte seinen Graduiertenabschluss innerhalb der Sheffield Scientific School an der Yale University im Jahr 1877. Anschließend studierte er dort Analytische Chemie und war nebenbei als Assistent für Technisches Zeichnen und Geländevermessung angestellt. Er wechselte dann an die Columbia University und studierte Geologie unter Professor John S. Newberry. Den Winter 1879/80 verbrachte er an der Universität Heidelberg und machte dort unter der Anleitung von Karl Heinrich Rosenbusch am Mikroskop petrographische Untersuchungen. Im Juli 1880 wurde er vom United States Geological Survey (USGS) als geologischer Assistent eingestellt und der Abteilung unter Arnold Hague zugewiesen. 1892 verließ Iddings den USGS, da er auf Grund von Stellenstreichungen seinen Posten verloren hatte.
Noch im selben Jahr 1892 begann er eine Lehrtätigkeit an der University of Chicago, die für ihn einen Lehrstuhl der Petrologie eingerichtet hatte – den ersten seiner Art in der Welt. 1907 wurde er in die National Academy of Sciences und 1911 in die American Philosophical Society gewählt. 1908 beendete er (etwas drastisch) seine Lehrverpflichtungen und zog sich auf sein Landhaus in Maryland zurück, um seinen eigenen Forschungen nachgehen zu können. Dort verstarb Iddings unverheiratet und kinderlos im Jahre 1920 an einer chronischen interstitiellen Nephritis.

## Geländearbeiten und Reisen
Iddings führte in folgenden Regionen Geländestudien durch:
- in Nevada um Eureka (Intrusiva) und im Washoe County (Comstock Lode)
- im Kaskadengebirge (Vulkanite)
- im Großen Becken und
- im Yellowstone-Nationalpark. Hier kartierte er unter der Leitung von Hague von 1883 bis 1890 jeweils im Sommer.

Nach seinem Rückzug aus dem akademischen Leben führten ihn Reisen in den Südseeraum, sowie anschließend nach Sulawesi und Java.

## Wissenschaftliche Veröffentlichungen
Seine wissenschaftlichen Arbeiten wurden anfänglich hauptsächlich im American Journal of Science und im Bulletin des USGS veröffentlicht. In der Arbeit „Notes on the Volcanoes of Northern California, Oregon, and Washington Territory“ beschrieb er 1883 zusammen mit Arnold Hague die Vulkankette der Kaskaden. 1886 erschien „The Columnar Structure in the Igneous Rock on Orange Mountain, New Jersey“, eine Abhandlung über die Säulenbildung in magmatischen Gesteinen. 1887 folgte „The Nature and Origin of Lithophysae and the Lamination of Acid Lavas“, eine Ausführung über den Entstehungsprozess der Lithophysen und die Ursachen der Feinschichtung in sauren Laven.

### Lehrbücher
Iddings hat mehrere petrologische bzw. petrographische Lehrbücher verfasst:
- „Microscopical Physiography of the Rock-Making Minerals: An Aid to the Microscopical Study of Rocks“ (1888). Dies ist eine Übersetzung und Überarbeitung von Rosenbuschs Werk „Mikroskopische Physiographie der petrographisch wichtigen Mineralien“
- „Rock Minerals. Their Chemical and Physical Characters and Their Determination in Thin Sections “ (1906) und
- „Problems of Volcanism“ (1914)

## Herausragende Leistungen
Iddings führte als Erster das Polarisationsmikroskop in den Vereinigten Staaten ein. Er hat sich besonders um die Klassifikation magmatischer Gesteine verdient gemacht, so erkannte er bereits sehr früh die Bedeutung der chemischen Gesamtzusammensetzung von Gesteinen, insbesondere bei Vulkaniten. Zusammen mit Cross, Pirson und Washington führte er dann 1902 die CIPW-Norm ein.

## Erstbeschreibungen
Auf Iddings gehen zahlreiche petrographische Erstbeschreibungen von Gesteinen zurück. Darunter bekanntere Gesteinsarten wie Absarokit (1895a), Banakit (1895a), Hawaiit (1913) und Shoshonit (1895a), aber auch sehr seltene Gesteine wie Bandait (1913), Batukit (1917), Kauaiit (1913), Kohalait (1913), Llanit (1904), auch Llanoit, ein porphyrischer Granit, Marosit (1913), Shastait (1913), Tautirit (1918) und Ungait (1913).

## Fachbegriffe
Iddings hat mehrere geowissenschaftliche Fachbegriffe geprägt bzw. im englischen Sprachraum zum ersten Mal benutzt:
- Bysmalith (Intrusionsform)
- Chadacryst und Oikocryst (Einschlusskristall und Wirtskristall in der ophitischen Struktur)
- Consanguinität (Magmenassoziationen)
- Lagentextur
- Lithophyse
- Natrium-Orthoklas
- Phänokristall (1889)
- Sphärolith (Textur)

Auch mehrere gefügekundliche Begriffe der porphyrischen Strukturen aus dem Jahr 1909 gehen auf Iddings zurück:
- Cumulophyr
- Linophyr
- Planophyr und
- Skedophyr

## Ehrungen
Andrew Cowper Lawson benannte nach Iddings das Mischmineral Iddingsit. Charles Walcott ehrte Iddings mit der Trilobitengattung Iddingsia (1924), sowie mit der Trilobitenart Peachella iddingsi (1910) und der Brachiopodenart Orthis iddingsi.